# Elecciones municipales de Venezuela de 2018
Las elecciones municipales de Venezuela de 2018 se llevaron a cabo el domingo 9 de diciembre, para elegir a los 2459 concejales a los concejos municipales de Venezuela. Fueron propuestas por el Consejo Nacional Electoral, quien indicó que la fecha prevista era el 9 de diciembre de 2018, convocatoria que fue aprobada por la Asamblea Nacional Constituyente (ANC) el 13 de julio. Son las cuartas elecciones para elegir a los concejos municipales separadas de las regionales, siendo las primeras las municipales de 1979, y las primeras y únicas realizadas bajo la constitución de 1999.
A pesar de que las elecciones de concejales no fueron convocadas por la Asamblea Nacional Constituyente de 2017, a diferencia de los tres comicios previos de gobernadores, alcaldes y presidenciales, desde su convocatoria se denunciaron diversas irregularidades en el proceso.

## Antecedentes
El 8 de diciembre de 2013 se efectuaron las elecciones municipales donde los alcaldes y concejales electos ostentarían sus cargos hasta 2017, según lo establecido en el Artículo 72 de la Ley Orgánica del Poder Público Municipal. El 26 de octubre de 2017, la ANC ordenó adelantar las elecciones municipales, previstas para ese año, quedando fijadas para el 10 de diciembre según el cronograma publicado por el Consejo Nacional Electoral, pero solo se convocaron la renovación de los 335 alcaldes, quedando pendiente la elección de concejales y los alcaldes del Área metropolitana de Caracas y el Distrito del Alto Apure.

Artículo 72: El período de los alcaldes y concejales electos es de cuatro años. La elección de los mismos será necesariamente separada de las que deban celebrarse para elegir los órganos del
Poder Público Nacional.

## Convocatoria
El 1 de marzo de 2018, la Asamblea Nacional Constituyente mediante un decreto, ordenó el adelanto de las elecciones presidenciales y la convocatoria de elecciones a los Consejos legislativos y los Concejos Municipales para el mes de mayo, pero solo se realizó la elección presidencial y la de legisladores regionales, quedando las municipales postergadas por razones técnicas.
El 9 de julio, la Junta Nacional Electoral (órgano subordinado del CNE) realizó una propuesta para convocar las elecciones de concejales municipales para el 9 de diciembre; dicha solicitud fue aprobada y el 11 de julio se realizó la convocatoria formal, donde la rectora y presidenta del Poder Electoral, Tibisay Lucena, mediante una rueda de prensa, comunicó los puntos más importantes del cronograma electoral.

## Candidaturas

### Organizaciones participantes
- Partido Socialista Unido de Venezuela: Nicolás Maduro, presidente de la República y líder de dicho partido, anunció el 12 de junio en el congreso de la Juventud del PSUV, que los concejales deben convertirse en los líderes que «transformen la nueva Venezuela», por lo tanto, advirtió que el 50 % de los candidatos de su partido deben ser menores de 35 años.[15][16][17]
- Concertación por el Cambio: Segundo Meléndez, presidente del Movimiento al Socialismo, indicó que la coalición opositora –liderada por Henri Falcón– participará en los comicios municipales, y rechazó el llamado «abstencionista» que mantienen otros voceros de la oposición.[18][19][20] Asimismo, el partido Soluciones, liderado por Claudio Fermín fue habilitado para participar por primera vez en elecciones, igualmente, Cambiemos Movimiento Ciudadano también fue habilitado.[21][22]
- Esperanza por el Cambio: partido político que postuló a Javier Bertucci como candidato presidencial en las elecciones del 20 de mayo de 2018 anunció que participaría en las elecciones municipales, y postularía candidatos en los 335 municipios.[23][24] El 6 de octubre de ese año, El Cambio conformó una alianza con Avanzada Progresista, Copei y el Movimiento al Socialismo (MAS), integrantes de la coalición Concertación por el Cambio.[25][25]
- La Fuerza del Cambio: los 28 alcaldes opositores acordaron crear «La Fuerza del Cambio» para participar en las municipales de este año, y asimismo presentar candidatos independientes.[26][27]

### Organizaciones no participantes
Los partidos que no participaron en las presidenciales de 2018 no podrían participar en las municipales, según lo informó el CNE al publicar los partidos que cumplieron el registro electoral. Los partidos integrantes del Mesa de la Unidad Democrática, tales como Voluntad Popular, Primero Justicia, Un Nuevo Tiempo y Acción Democrática acordaron no participar en las elecciones del 9 de diciembre, declarando que no existen garantías para asistir en la contienda.

## Irregularidades

### Convocatoria
A pesar de que las elecciones de concejales no fueron convocadas por la Asamblea Nacional Constituyente de 2017, a diferencia de tres procesos previos de gobernadores, alcaldes y presidenciales, desde su convocatoria han existido diversas irregularidades en el proceso.
Las elecciones de concejales de 2018 se realizan un año después de lo estipulado por la ley, ya que el artículo 82 de la Ley del Poder Público Municipal dispone que el período de las autoridades municipales electas es de cuatro años y la última elección de concejales se realizó en 2013. Las elecciones tampoco se programaron junto con las de alcaldes, que se realizaron en diciembre de 2017, como lo ordena el artículo 2 de la Ley de Regularización de los Períodos Constitucionales y Legales de los Poderes Públicos Estadales y Municipales.
El Observatorio Electoral Venezolano (OEV) denunció que el Consejo Nacional Electoral no realizó una campaña de divulgación adecuada para informar sobre la jornada especial del Registro Electoral realizada entre el 23 de julio y 23 de agosto, y que solo señaló que había 706 puntos dispuestos y el número de máquinas en cada entidad, sin especificar los lugares específicos donde se encontrarían. También señaló que el diseño de circunscripciones se aprobó discrecionalmente porque las mismas se realizan a partir de las proyecciones poblacionales que haga el Instituto Nacional de Estadísticas y que apruebe posteriormente la Asamblea Nacional, como lo establece el artículo 11 de la Ley Orgánica de Procesos Electorales.
El observatorio también alertó sobre la reducción de oferta electoral causada por la inhabilitación de las tarjetas de opositores de la Mesa de la Unidad Democrática (MUD), Acción Democrática, Primero Justicia, Voluntad Popular, Alianza Bravo Pueblo, La Causa R, Puente y Movimiento Progresista de Venezuela; de los 96 partidos que existían en 2015, solo quedaban 51 para las elecciones de 2018. En las elecciones de concejales previas se realizaron 21 revisiones en 136 días, mientras que para 2018 se prevé realizar 16 en 54 días; el OEV explicó que la diferencia se debe a la supresión del Sistema de Información al Elector (SIE) del sistema de votación y al uso de tinta indeleble, mecanismos que refuerzan el proceso electoral.
Roger Jiménez, secretario político para Caracas por Esperanza Por el Cambio, denunció varias irregularidades durante el simulacro electoral organizado por el gobierno, incluyendo la presencia de propaganda, de los puntos rojos y la coacción de funcionarios.
El 28 de noviembre Súmate y la Universidad Católica Andrés Bello presentaron un informe preliminar sobre las violaciones del derecho a elegir y de ser elegido durante comicios. Entre las violaciones del derecho de elegir, explican que el CNE no publicó el registro electoral preliminar dentro de los 30 días siguientes a la convocatoria del proceso, tal como pauta la Ley Orgánica de Procesos Electorales; la cantidad de puntos de inscripción y actualización del Registro Electoral habilitados, y el tiempo de duración del proceso no permitieron que al menos dos millones de jóvenes tuvieran la oportunidad de inscribirse en el registro; de los 32 días continuos que según el cronograma electoral tendría la jornada especial de inscripción y actualización, el CNE trabajó 22 días continuos, de los cuales realmente fueron 16 días hábiles, pues no laboró los fines de semana; habilitó puntos en apenas 38 % de las parroquias, además de no dar a los votantes facilidad de acceso ni garantías para la inscripción, y la campaña institucional del CNE, respecto a la jornada especial que fue insuficiente e imprecisa al no proporcionar la ubicación de los puntos, y al informar erradamente las fechas y las condiciones para la inscripción de los jóvenes menores de 18 años de edad.
Entre las violaciones del derecho de ser elegido, describieron que el CNE modificó dos veces el lapso establecido para las modificaciones de las postulaciones, planificado hasta el 2 de octubre, al extenderlo, primero, del 5 al 6 de octubre y luego hasta el 9 de ese mes; publicó la data de postulaciones definitiva con más de 15 días de retraso, de acuerdo con el cronograma, y no publicó oportunamente las postulaciones preliminares. Tampoco permitió a los ciudadanos que aspiran a los cargos de concejales postularse por iniciativa propia, al no detallar el proceso en el instructivo ni habilitar mecanismos para validación de firmas de apoyo, además de la inhabilitación de más de 40 organizaciones políticas de oposición en los últimos dos años por no someterse a repetidos procesos de validación ilegales y por razones no consideradas en las normas electorales. A propósito de este proceso electoral no permitió la postulación a aquellas organizaciones que no participaron en las elecciones presidenciales, y el CNE al permitir las sustituciones de candidatos hasta diez días antes de las elecciones de concejales, reconoce que para los comicios realizados desde 2017 violó el derecho que tienen los partidos a sustituir candidatos en el lapso legal.

### Municipio Gran Sabana
En municipio Gran Sabana del Estado Bolívar las elecciones fueron suspendidas tras un ataque armado de efectivos de la Guardia Nacional Bolivariana hacia tres miembros de la etnia indígena pemón, falleciendo Charlie Peñaloza Rivas, Consejo General de Caciques del pueblo Pemón responsabilizó dicho acontecimiento a Nicolás Maduro y declaró 7 días de luto en el municipio, además de ordenar la suspensión de las elecciones y el cierre de los centros electorales.
Los caciques pemones convocaron a un paro general indefinido “en todas las Comunidades Indígenas de la Gran Sabana tomando las vías de acceso más importantes al municipio sean estas carreteras, puertos y aeropuertos”.
Los indígenas, específicamente del pueblo pemón, se enfrentaron a los funcionarios y lograron apresar a tres de ellos, mientras que los pemones heridos por arma de fuego fueron trasladados al Hospital Ruiz y Páez de Ciudad Bolívar, donde falleció Peñaloza Rivas.
El 8 de diciembre, el diputado a la Asamblea Nacional, Américo de Grazia denunció la incursión armada de un grupo de la Dirección de Contrainteligencia Militar (DGCIM) en la población de Canaima que se enfrentaron a las comunidades indígenas para presuntamente detener actividad minera ilegal que se realiza en la zona.

## Sistema electoral

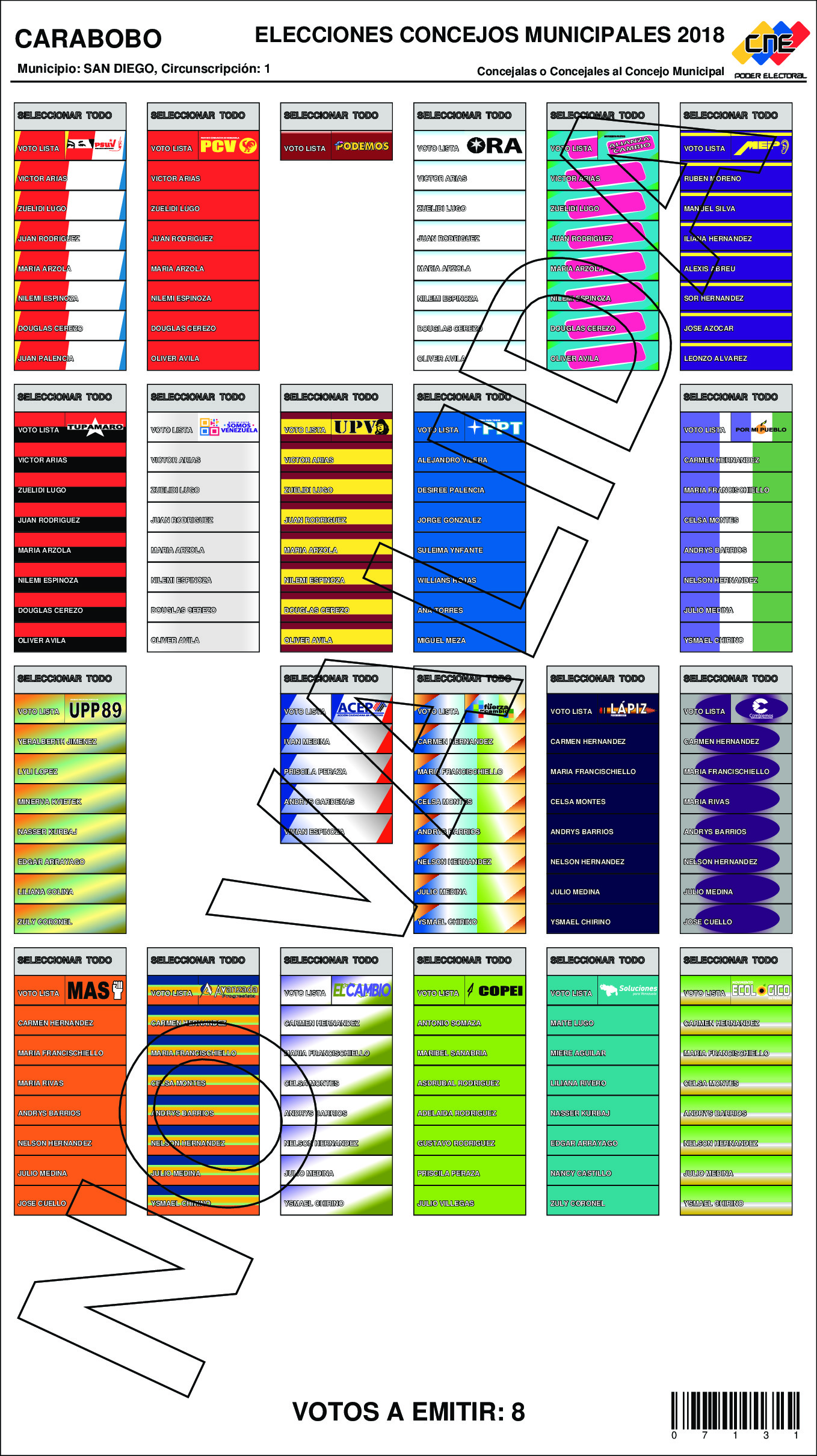
Boleta electoral en el Municipio San Diego, Carabobo.

Para la elección de concejales se aplica un «sistema electoral paralelo», donde simultáneamente se participa en dos elecciones concurrentes: una para cargos nominales por personalización de sufragio — los concejales nominales en cada circunscripción —, y otra para cargos por lista por representación proporcional — los concejales lista que representan al municipio—.
El sistema paralelo pertenece a la familia de los «sistemas electorales mixtos», en el cual los votos expresados por los electores se utilizan para elegir representantes a través de los dos sistemas mencionados — pluralidad/mayoría por circunscripción y representación proporcional por lista por municipio — con la salvedad de que no se tienen en cuenta los escaños asignados con un sistema al calcular los resultados en el otro sistema.
Cada votante tiene la posibilidad de emitir hasta 7 votos en el tarjetón, dependiendo de la circunscripción: 1 a 7 votos por candidatos específicos — es decir, por concejales nominales — y 1 voto por los concejales lista de su preferencia, para todo el municipio. Un voto extra se da a todos los electores registrados en circunscripciones donde se elija representación indígena. Los municipios Maracaibo, Libertador y Valencia eligen 13 concejales, siendo el mayor número de representantes, votos que se reparten por parroquia.
En total se eligieron 1703 concejales nominales, 685 concejales por lista y otros 69 concejales representarán a las comunidades indígenas, las postulaciones para los concejos municipales deben ajustarse a los principios de paridad de género, con un máximo 60 % y mínimo 40 % de candidaturas de cualquier género.

## Resultados
Cercano a las 10:30 PM, los rectores del Consejo Nacional Electoral, mediante rueda de prensa anunciaron los resultados del  Primer Boletín, que fue divulgado con el 92,30 % de transmisión de actas escrutadas y una participación del 27,40 % de los ínscritos en el Registro Electoral, donde el Gran Polo Patriótico obtuvo 142 cargos en la modalidad Lista y 449 cargos Nominales, mientras que los partidos de la alianza  Concertación por el Cambio consiguieron 14 cargos Lista y 18 Nominales.
Según la encuestadora Meganálisis, la cual realizó sondeos a boca de urna, al cierre de la jornada electoral solo había participado el 11,16 % del electorado.
El 10 de diciembre el Comisionado de Comunicación y Propaganda de la Juventud del Partido Socialista Unido de Venezuela del estado Miranda Freddy Gutiérrez informó que “El 91% de las cámaras municipales a nivel nacional son de la Revolución Bolivariana”, en entrevista realizada en el programa Al Aire que transmite el canal del Estado Venezolana de Televisión.

### Votos por coalición política
|  | 76.23 % |

|  | 20.45 % |

|  | 3.32 % |